# Kysva Occidental
Kysva Occidental es un río en Rusia que fluye a través de los distritos de Solikamsk y Cherdyn del krai de Perm. La desembocadura del río está a 20 km de la orilla izquierda del río Kosva. Su longitud es de 11 km.
El río nace en el bosque de la cuenca de los ríos Urolki y Lysva, a 43 km al noroeste de Solikamsk. El río fluye hacia el noreste, y todo su curso pasa a través de un bosque deshabitado.
- Datos: Q1098701